# تاکاهیرو اوکوبو
تاکاهیرو اوکوبو (انگلیسی: Takahiro Okubo؛ زادهٔ ۲۹ آوریل ۱۹۷۴) بازیکن فوتبال اهل ژاپن است.